# Guillermo Kahlo
Carl Wilhelm Kahlo (Pforzheim, 26 de outubro de 1871 — 14 de abril de 1941) foi um fotógrafo mexicano, nascido na Alemanha. Era pai da artista Frida Kahlo.
Filho do joalheiro Johann Heinrich Jakob Kahlo e de Henriette Kaufmann. Algumas fontes (inclusive a própria Frida) sugerem que era descendente de judeus húngaros. No entanto, segundo Fridas Vater: Der Fotograf Guillermo Kahlo, de Gaby Franger e Rainer Huhle, "apesar do mito propagado por Frida", Guillermo possivelmente não teria raízes judaico-húngaras, mas seria descendente de uma família luterana constituída de militares, artesãos e joalheiros de Frankfurt am Main e de Pforzheim.
Em 1890, seu pai custeou sua viagem ao México, aparentemente porque Carl Wilhelm não se dava bem com a madrastra. 
Em 1893 casou-se com María Cárdena Espino. Naturalizado mexicano em 1894, muda seu nome de Wilhelm para Guillermo. 
Sua mulher, María, morre de parto de sua segunda filha, em 1897. As filhas, María Luisa e Margarita, são internadas em um convento.
Em 1898, Guillermo casa-se com Matilde Calderón y Gonzalez, filha de um fotógrafo de ascendência indígena da cidade de Morelia, com quem terá outras quatro filhas, dentre as quais, Frida Kahlo. É Matilde quem convencerá o marido a se dedicar à fotografia.
Em 1901, ele monta um estúdio fotográfico, e trabalha para os periódicos El Mundo Ilustrado e Semanario Ilustrado. Torna-se um fotógrafo renomado. Em 1904, durante a segunda fase do Porfiriato, é contratado pelo secretário da Fazenda, José Yves Limantour, para documentar grandes edifícios e especialmente as igrejas do país que o acolhera. O resultado foram mais de 1,3 mil placas de vidro, na sua maioria em tamanho grande. Provavelmente este foi o seu melhor e mais importante trabalho.
Em 1951, Frida Kahlo pintou o retrato de seu pai.